# Flüela Schwarzhorn
Flüela Schwarzhorn to szczyt w paśmie Albula-Alpen, w Alpach Retyckich. Leży we wschodniej Szwajcarii, w kantonie Gryzonia. Na południowy zachód od szczytu znajduje się Piz Radönt, a na północny wschód leży znana miejscowość Davos.